# Felipe Anderson
Felipe Anderson (Brasilia, 15 april 1993) is een Braziliaans voetballer die doorgaans als offensieve middenvelder speelt.

## Clubcarrière
Anderson debuteerde voor Santos op 6 oktober 2010 in de Braziliaanse Série A tegen Fluminense. Op 7 september 2011 maakte hij zijn eerste competitiedoelpunt voor Santos, tegen Avaí. In 2012 beleefde de aanvallend ingestelde middenvelder zijn beste seizoen met zes doelpunten in 35 competitiewedstrijden. Dat leverde hem een transfer op naar SS Lazio, dat 7,5 miljoen euro op tafel legde voor de spelmaker. Op 3 oktober 2013 debuteerde hij voor de Italiaanse club in de UEFA Europa League tegen Trabzonspor. Drie dagen later maakte Felipe Anderson zijn opwachting in de Serie A tegen ACF Fiorentina. Op 28 november 2013 maakte hij zijn eerste treffer voor de Romeinen in de Europa League tegen Legia Warschau. Zijn eerste treffer in de Serie A speelde de Braziliaan op 7 december 2014, uit tegen Parma.
In juli 2018 tekende hij een contract tot medio 2022 bij West Ham United, dat circa € 40 miljoen voor hem betaalde aan SS Lazio. Vanaf oktober 2020 werd hij voor één seizoen verhuurd aan FC Porto. Hij tekende in juli 2021 een contract tot juli 2025 bij SS Lazio.

## Clubstatistieken
| Seizoen     | Club            | Competitie     | Competitie | Competitie | Beker | Beker | Internationaal | Internationaal | Totaal | Totaal |
| Seizoen     | Club            | Competitie     | Wed.       | Dlp.       | Wed.  | Dlp.  | Wed.           | Dlp.           | Wed.   | Dlp.   |
| ----------- | --------------- | -------------- | ---------- | ---------- | ----- | ----- | -------------- | -------------- | ------ | ------ |
| 2010        | Santos          | Série A        | 5          | 0          | 0     | 0     | –              | –              | 5      | 0      |
| 2011        | Santos          | Série A        | 18         | 1          | 0     | 0     | 1              | 0              | 19     | 1      |
| 2012        | Santos          | Série A        | 35         | 6          | 0     | 0     | 4              | 0              | 39     | 6      |
| 2013        | Santos          | Série A        | 3          | 0          | 3     | 0     | –              | –              | 6      | 0      |
| Club totaal | Club totaal     | Club totaal    | 61         | 7          | 3     | 0     | 5              | 0              | 69     | 7      |
| 2013/14     | SS Lazio        | Serie A        | 13         | 0          | 2     | 0     | 5              | 1              | 20     | 1      |
| 2014/15     | SS Lazio        | Serie A        | 32         | 10         | 5     | 1     | –              | –              | 37     | 11     |
| 2015/16     | SS Lazio        | Serie A        | 35         | 7          | 2     | 0     | 9              | 2              | 46     | 9      |
| 2016/17     | SS Lazio        | Serie A        | 36         | 4          | 5     | 1     | –              | –              | 41     | 5      |
| 2017/18     | SS Lazio        | Serie A        | 21         | 4          | 4     | 1     | 7              | 3              | 32     | 8      |
| Club totaal | Club totaal     | Club totaal    | 137        | 25         | 18    | 3     | 21             | 6              | 176    | 34     |
| 2018/19     | West Ham United | Premier League | 36         | 9          | 4     | 1     | –              | –              | 40     | 10     |
| 2019/20     | West Ham United | Premier League | 18         | 1          | 2     | 0     | –              | –              | 20     | 1      |
| Club totaal | Club totaal     | Club totaal    | 54         | 10         | 6     | 1     | 0              | 0              | 60     | 11     |
| TOTAAL      | TOTAAL          | TOTAAL         | 252        | 39         | 27    | 4     | 26             | 6              | 306    | 49     |

Bijgewerkt op 2 januari 2020

## Interlandcarrière
Felipe Anderson speelde vier interlands voor Brazilië –20. Hij debuteerde in 2014 in Brazilië –21. Anderson maakte op 7 juni 2015 zijn debuut in het Braziliaans voetbalelftal, in een met 2–0 gewonnen oefeninterland tegen Mexico. Bondscoach Dunga bracht hem toen in de 83e minuut in het veld als vervanger voor Fred. Hij werd daarna niet meer opgeroepen tot maart 2019. Bondscoach Tite liet hem toen achttien minuten meespelen in een oefeninterland tegen Panama (1–1).

## Erelijst
| Olympisch kampioen | 1x | 2016 |